# Isoperla orobica
Isoperla orobica är en bäcksländeart som beskrevs av Ravizza, C. 1975. Isoperla orobica ingår i släktet Isoperla och familjen rovbäcksländor. Inga underarter finns listade i Catalogue of Life.